# Lista siturilor arheologice din județul Galați - L
Lista siturilor arheologice din județul Galați - L conține toate siturile arheologice din județul Galați înscrise în Repertoriul Arheologic Național (RAN) și aflate în localități al căror nume începe cu litera L. RAN este administrat de Ministerul Culturii și Patrimoniului Național și cuprinde date științifice, cartografice, topografice, imagini și planuri, precum și orice alte informații privitoare la zonele cu potențial arheologic, studiate sau nu, încă existente sau dispărute.
Puteți căuta un sit din localitățile care încep cu litera L folosind formularul de mai jos sau puteți naviga prin toate siturile din județ la Lista siturilor arheologice din județul Galați.
| Cod RAN                               | Denumire | Localitate                | Adresă         | Datare                               | Descoperit | Coordonate | Imagine           | Erori            |
| ------------------------------------- | --- | ------------------------- | -------------- | ------------------------------------ | ---------- | ---------- | ----------------- | ---------------- |
| 76656.01.01 (Cod LMI: GL-I-s-B-02987) | Necropola Sântana de Mureș de la Lunca - "Râpa cu oale" / ansamblu anonim (Categorie: descoperire funerară) (Tip: Necropolă) | sat Lunca, comuna Jorăști | Râpa cu oale   | Sântana de Mureș - Cerneahov sec. IV |            |            | Încărcați imagine | Raportați eroare |
| 76683.01.01                           | Situl arheologic biserica "Biserica Veche" de la Liești / ansamblu anonim (Categorie: construcție cult) (Tip: Biserică)      | sat Liești, comuna Liești | Biserica veche | sec. XVIII-XIX                       |            |            | Încărcați imagine | Raportați eroare |
| 76683.01.02                           | Situl arheologic biserica "Biserica Veche" de la Liești / ansamblu anonim (Categorie: construcție cult) (Tip: Cimitir)       | sat Liești, comuna Liești | Biserica veche | sec. XVIII-XIX                       |            |            | Încărcați imagine | Raportați eroare |